# دورفلس-سباخ
دورفلس-سباخ (به آلمانی: Dörfles-Esbach) یک شهر  در آلمان است که در کوبورگ واقع شده‌است. دورفلس-سباخ ۳٬۸۴۴ نفر جمعیت دارد.